# Trachelophoridius tamatavoensis
Trachelophoridius tamatavoensis is een keversoort uit de familie bladrolkevers (Attelabidae). De wetenschappelijke naam van de soort werd in 1929 gepubliceerd door Eduard Voss.